# Biblioteca Nacional de Uruguay

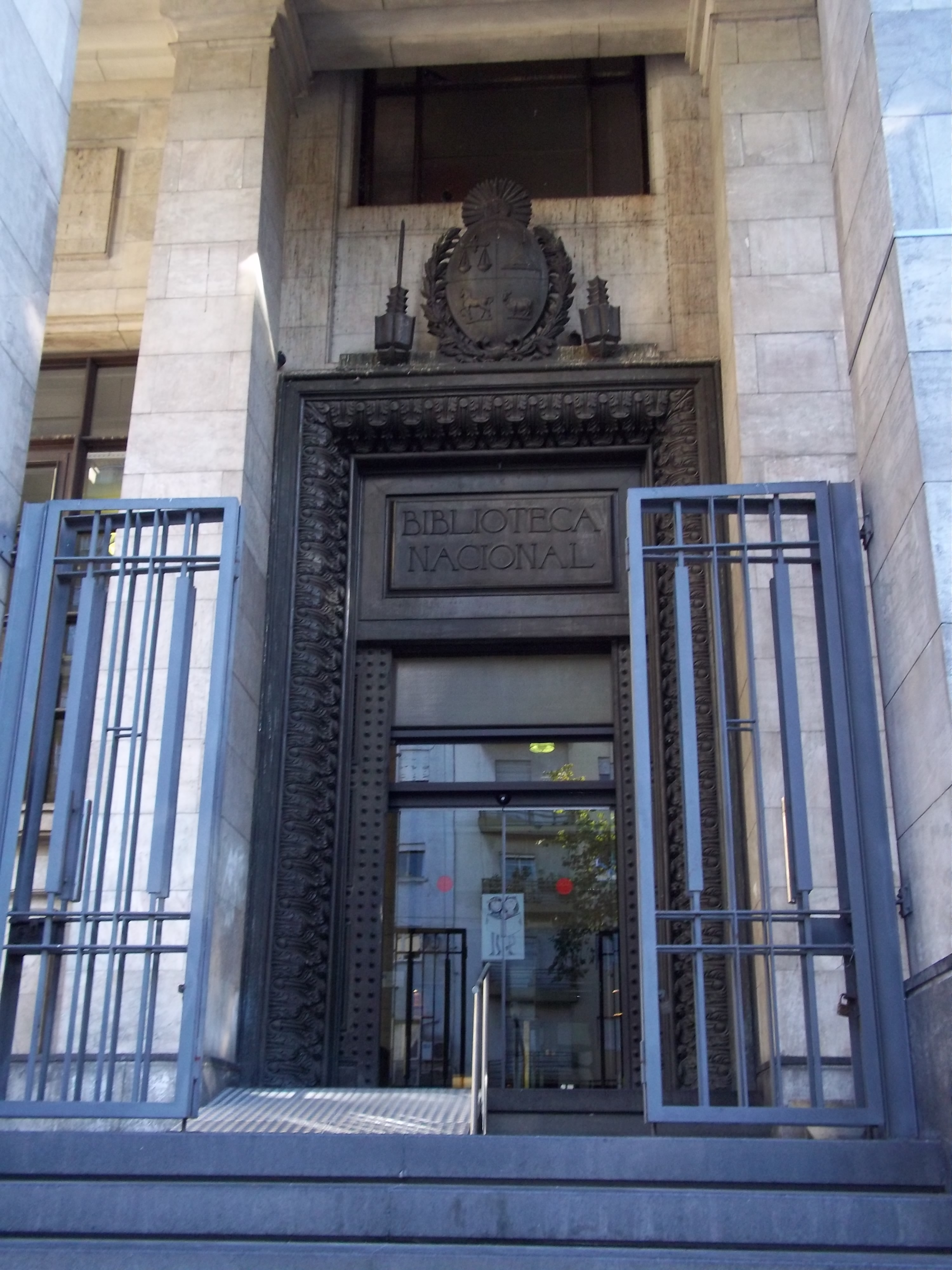
Puerta principal de la Biblioteca Nacional de Uruguay, con el detalle del Escudo Nacional

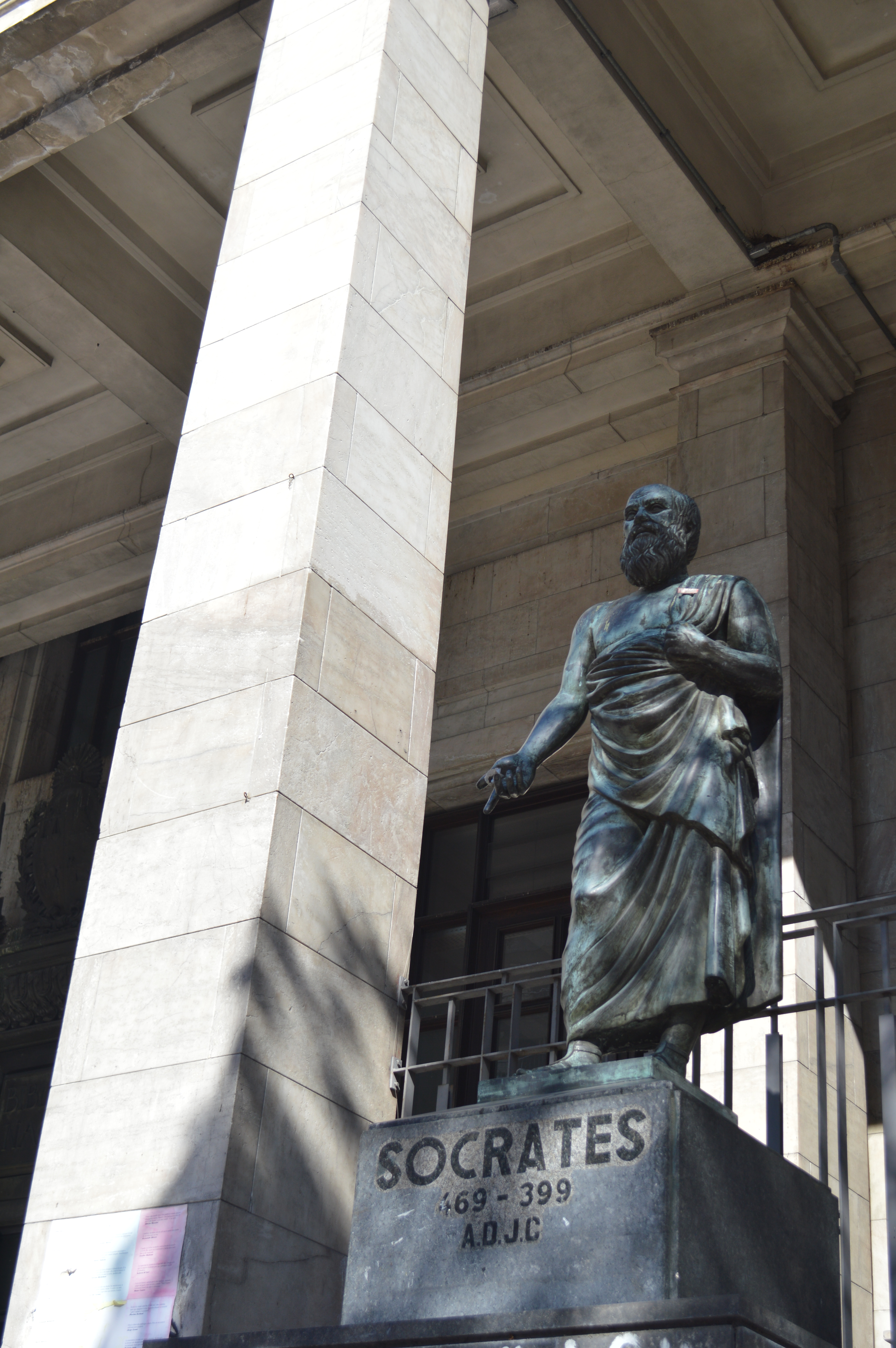
Monumento a Sócrates, en la Biblioteca Nacional de Uruguay

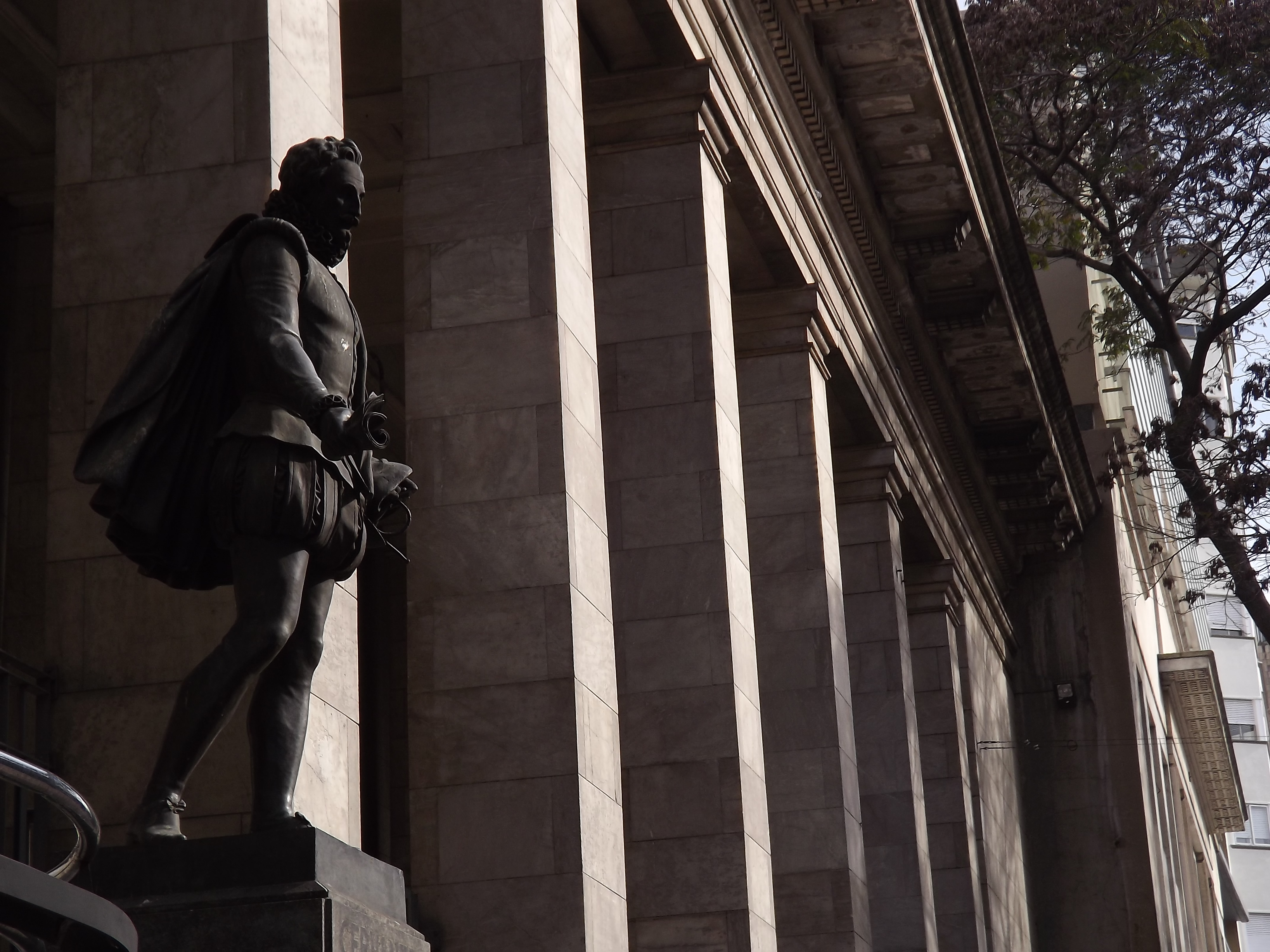
Monumento a Miguel de Cervantes en la Biblioteca Nacional de Uruguay

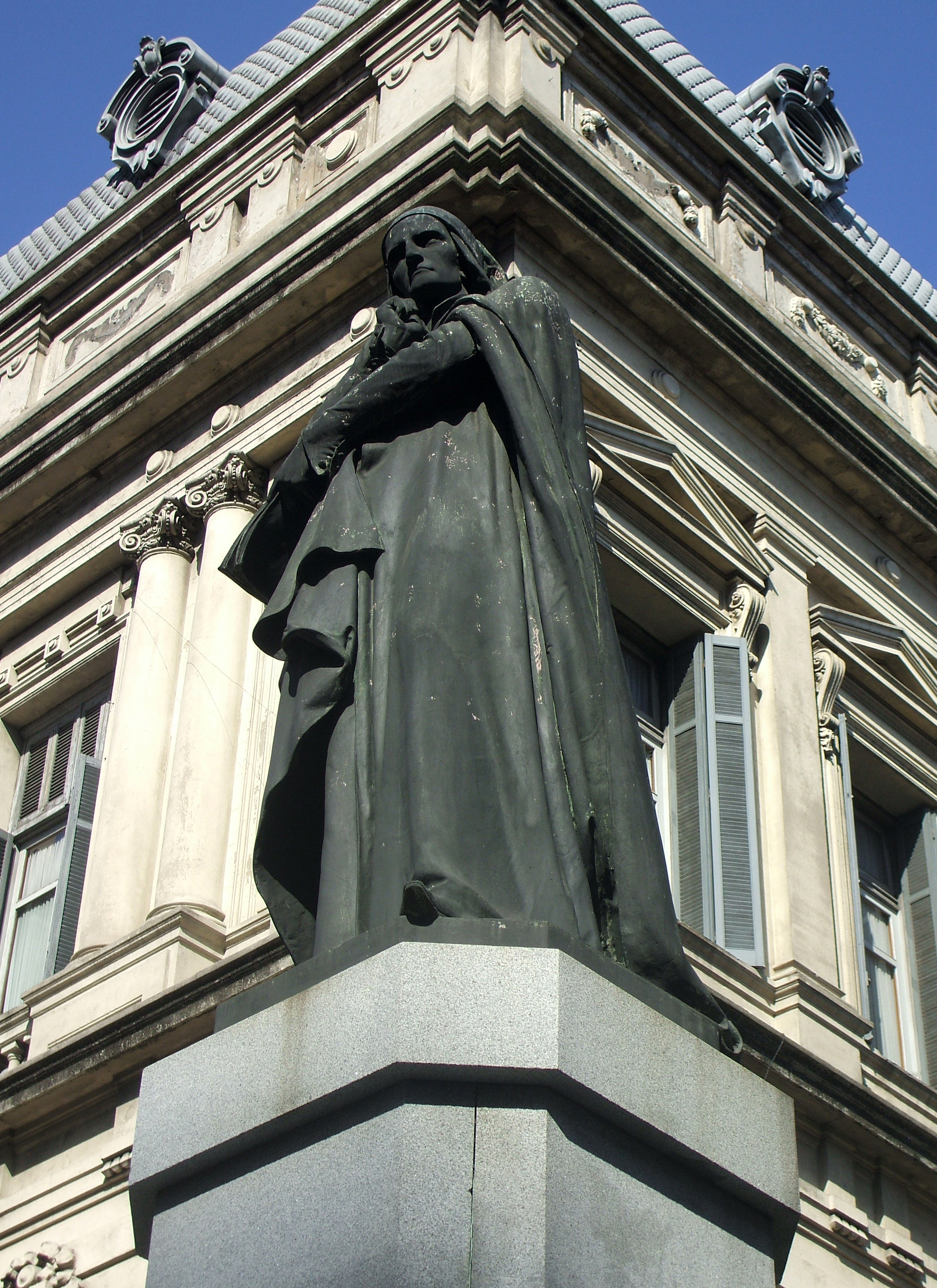
Monumento a Dante Alighieri sobre el Pasaje Emilio Frugoni, pasaje que divide a la Biblioteca Nacional y a la Universidad de la República

La Biblioteca Nacional de Uruguay (acrónimo BN) es la mayor y más antigua biblioteca pública del país. Es una unidad ejecutora del Ministerio de Educación y Cultura de Uruguay, destinada a preservar y difundir el patrimonio bibliográfico y documental del país. El 4 de agosto de 1815 Dámaso Antonio Larrañaga propone la creación de una biblioteca pública en Montevideo, iniciativa ratificada por José Gervasio Artigas desde Purificación, en distintas misivas fechadas el 12 y 28 de agosto del mismo año. Un 26 de mayo de 1816, en los altos del fuerte de Montevideo, en la actual plaza Zabala, reunido prácticamente todo el material bibliográfico existente en la capital, que comprendía 5000 volúmenes (entre las donaciones de Larrañaga, José Manuel Pérez Castellano, y otras provenientes del convento de San Francisco), se llevó a cabo la inauguración de la primera Biblioteca Pública de Uruguay.
Cuatro días después, sensible a la repercusión pública del hecho, Artigas dispuso que el santo y seña de su ejército en Purificación fuera “Sean los orientales tan ilustrados como valientes”.
El actual edificio donde funciona fue proyectado por el arquitecto Luis Crespi, con un estilo neoclásico y un área de 4.000 m² aproximadamente; fue inaugurado oficialmente en 1965, tras un proceso de adquisición del predio iniciado en 1926.
Situación Actual
La situación crítica de la Biblioteca Nacional de Uruguay se inscribe en un contexto más amplio de transformación y crisis que atraviesan las bibliotecas nacionales en todo el mundo. El avance de la digitalización, la pérdida de centralidad de los soportes físicos, la desinversión en infraestructura y la redefinición de sus funciones sociales han puesto en cuestión el rol tradicional de estas instituciones. En países como Francia, España, Argentina o Brasil se han desarrollado planes estratégicos de reconversión bibliotecaria con fuerte inversión pública y debate ciudadano. En ese sentido, el proceso de revisión y reestructuración emprendido en Uruguay adquiere especial relevancia, no solo para garantizar la preservación del patrimonio bibliográfico y documental, sino también para proyectar una biblioteca pública con sentido en el siglo XXI, articulada con las políticas culturales, educativas y científicas del país.
En 2025, la Biblioteca Nacional de Uruguay (BNU) enfrenta una profunda crisis estructural que afectó su funcionamiento y seguridad. El 26 de mayo, Día Nacional del Libro (y aniversario de su fundación en 1816), la dirección anunció el cierre parcial al público general debido a “graves debilidades estructurales que comprometen la seguridad de personas y colecciones”.
Pese a ello, desde mayo se mantenían operativos servicios esenciales para investigadores, como la Sala Uruguay, el Archivo Literario, el Depósito Legal, los registros ISBN/ISSN y el Registro de Derechos de Autor, bajo modalidad de agenda previa.
Las autoridades del Ministerio de Educación y Cultura confirmaron que —tras convenios con otras carteras para resolver los problemas edilicios y técnicos— la reapertura general al público está prevista para el último trimestre de 2025, con “mejoras respecto al estado recibido”.
La dirección institucional ha identificado cinco ejes críticos: crisis de personal, crisis edilicia, crisis de conservación, crisis de acceso y usabilidad, y una crisis de sentido o desconexión con la ciudadanía. Este proceso de reorganización incluye elaboración de diagnósticos, planificación estratégica y un llamado a proponer una “Biblioteca del siglo XXI” como proyecto de largo plazo con visión inclusiva y cultural.

## Historia
A instancias de Dámaso Antonio Larrañaga y con el apoyo de José Gervasio Artigas, quienes en 1815 reclamaron al Cabildo la creación de una biblioteca pública, el 26 de mayo de 1816 abrió sus puertas en el Fuerte de Gobierno de Montevideo la primera Biblioteca Pública. Su acervo comprendía 5.000 volúmenes entre las donaciones de Larrañaga, José Manuel Pérez Castellano, José Raimundo Guerra, y otras provenientes del convento de San Francisco. Durante la invasión luso-brasileña (1817-1828) la colección quedó reducida a unos dos mil volúmenes.
En 1926 se adquirió el predio del actual edificio y su piedra fundamental fue colocada el 26 de mayo de 1938. La misma pasó a denominarse Biblioteca Nacional a partir de ese año, aunque la nueva sede se ocupó recién en 1955 y fue finalmente inaugurada en forma oficial en 1964.

## Colecciones
Integran su acervo primeras ediciones nacionales, ejemplares únicos, incunables, manuscritos, mapas, fotografías, partituras, acuarelas y grabados. Entre los que se destacan la Oración Inaugural de Larrañaga, 1816; Colección de documentos históricos correspondientes a estos años. Montevideo, Imprenta de Torres, 1822; El Parnaso Oriental o Guirnalda de la República uruguaya. Compilado por Luciano Lira, Montevideo, Imprenta de la Caridad, 1835-37. Así como el archivo documental de José Enrique Rodó, los manuscritos de Juan Carlos Onetti y las colecciones de Julio Herrera y Reissig, Eduardo Acevedo Díaz, Horacio Quiroga, Florencio Sánchez, Francisco Acuña de Figueroa, Javier de Viana, Delmira Agustini, Juan Zorrilla de San Martín, Juana de Ibarbourou, entre otros. Ver la nómina completa del Archivo Literario.
La Revista de la Biblioteca Nacional, publicada por primera vez en 1966, es el principal medio de divulgación de las investigaciones que realiza el Departamento de Investigaciones y Archivo Literario de la biblioteca, así como los Cuadernos de Historia, Cuadernos de Literatura y la Revista Lo que los archivos cuentan que edita periódicamente.
La Biblioteca Nacional posee una gran parte de su acervo digitalizado, el cual se puede consultar en la plataforma de colecciones digitales.

## Salas

### Salas de lectura
- Sala de lectura central «General José Gervasio Artigas»': en ella los lectores tienen acceso a los libros, folletos y publicaciones periódicas nacionales y extranjeros.
- Sala de lectura de diarios': en esta sala el usuario tiene acceso a la prensa nacional y extranjera, actual y retrospectiva. A fin de asegurar la preservación de este valioso y muchas veces único material, su préstamo está limitado según normas establecidas.
- Sala Infantil y Juvenil: espacio lúdico y creativo que busca incentivar el disfrute por la lectura.[7]

### Salas especiales
- Sala Uruguay: atesora todos los libros y folletos impresos en el país, sean o no de autores uruguayos, así como las obras de autores nacionales publicadas en el extranjero y los trabajos que sobre el Uruguay se publican fuera del país. A efectos de preservar este importante acervo bibliográfico, en el año 1978 se le destinó un área independiente que incluye una confortable sala de lectura en la cual se brinda un mejor servicio a estudiosos e investigadores nacionales y extranjeros. Sala Uruguay cuenta con un catálogo cronológico donde se registran, por año de publicación, todos los libros y folletos que ingresan a la biblioteca.
- Sala de Materiales Especiales: custodia las obras más valiosas que posee la institución: ejemplares raros y únicos (incunables, volúmenes de gran antigüedad, libros iluminados, etc.). La colección bibliográfica incluye materiales de Historia, libros de Arte, relatos de viajeros, etc. Preserva esta sala-museo primeras ediciones americanas, ediciones del siglo xvi y de manuscritos históricos. Se encuentran también ejemplares únicos de folletos nacionales y extranjeros; primeros periódicos del país, tales como La Estrella del Sur (1807). Además del material bibliográfico, este sector posee una mapoteca: dibujos, acuarelas, fotografías, postales, partituras musicales, medallas, monedas y material audiovisual. Por su inestimable valor, se trata de una recopilación de un material único en nuestro medio, el préstamo está restringido a investigadores y estudiosos.

### Otras salas
- Sala Francisco Acuña de Figueroa: sala de reuniones interna o para pequeñas actividades. Esta sala se encuentra inhabilitada al público, dado que debió trasladarse allí el Laboratorio de Microfilmado y Restauración, el cual sufrió una inundación en 2024 a causa de debilidades edilicias que no fueron reparadas.
- Sala José Pedro Varela: sala de lectura de materiales propios.
- Sala Maestro Julio Castro: es utilizada para realizar presentaciones de libros, charlas y conferencias.
- Sala Anhelo Hernández Ríos: cuenta con una muestra permanente del artista uruguayo Anhelo Hernández Ríos. También es una sala de actividades y eventos.

### Información
Esta sección asesora al lector en el manejo de los diferentes catálogos que posee la institución, proporcionándole la información para la más precisa ubicación del tema o su profundización. Para ello, el bibliotecario utiliza la amplia colección de referencia de que dispone la sección (diccionarios, enciclopedias de carácter general y especializado). Si el material solicitado por el lector no se encuentra en la institución, se lo ubica en otros repositorios y se le proporciona al solicitante la información obtenida. Se reciben asimismo consultas del extranjero, enviándose inmediatamente contra reembolso la respuesta en forma de carta, fotocopia, microfilm, correo electrónico o cualquier otro medio magnético, de acuerdo con la solicitud.

## Tareas de los usuarios
- Tarea del lector común y del investigador: el lector común solo tiene acceso a la sala Artigas, a diferencia del investigador, que tiene acceso a todo el material de la biblioteca, presentando una constancia o documentación.
- Investigadores: este sector orienta a los investigadores nacionales y extranjeros en la búsqueda de la información específica requerida, canalizándola a través de los servicios que la biblioteca ofrece en sus distintas salas. La institución les proporciona, además, para mayor comodidad en su trabajo, un lugar independiente, donde es posible realizar copias mecanografiadas o grabaciones magnetofónicas.

## Dirección
Fueron directores de la biblioteca Dámaso Antonio Larrañaga, Francisco Acuña de Figueroa, Pedro Mascaró y Sosa, Arturo Scarone y Alberto Zum Felde, entre otros.
| Fecha          | Nombre                                 | Notas |
| -------------- | -------------------------------------- | --- |
| 1816           | Dámaso Antonio Larrañaga               | Primer director |
| 1833           | Ejercida por una Comisión              | Integrada por José Raimundo Guerra, Ramón Massini, Francisco Magariños, Francisco Javier García de Zúñiga y Juan Francisco Giró.                                                                  |
| 1837           | Comisión de Museo y Biblioteca         | Presidida por Tomás Vilardebó, quien delegó la presidencia en Dámaso Antonio Larrañaga. Integraron esta Comisión Ramón Massini, Bernardo Prudencio Berro, Manuel Errazquin y Cristóbal Salvanach. |
| 1840           | Francisco Acuña de Figueroa            | |
| 1847           | Emeterio Regúnaga                      | |
| 1853           | Pedro Sagrera                          | |
| 1859           | Joaquín Reyes                          | |
| 1860           | Ejercida por una Comisión              | Integrada por Cándido Joanicó, Florencio Castellanos, Ricardo B. Hughes y Adolfo Vaillant. |
| 1865           | José A. Tavolara                       | |
| 1868           | Mariano Ferreira                       | |
| 1870           | José A. Tavolara                       | |
| 1878           | Pedro Mascaró y Sosa                   | |
| 1900           | Ejercida por una Comisión interventora | Su director era José Enrique Rodó y estuvo integrada además por Juan Paullier y Víctor Pérez Petit.                                                                                               |
| 1904           | Pedro Máscaro y Sosa                   | Ejerce hasta su fallecimiento, el 20 de mayo |
| 1904           | Juan Antonio Zubillaga                 | Director interino |
| 1905           | Felipe Villegas Zúñiga                 | |
| 1920           | Arturo Scarone                         | |
| 1940           | Alberto Zum Felde                      | |
| 1944           | Juan Silva Vila                        | |
| 1947           | Carlos T. Gamba                        | Director Interventor |
| 1947-1971      | Dionisio Trillo Pays                   | |
| 1971           | Albana Larrinaga de Olave              | Directora interina |
| 1971-1974      | Adolfo Silva Delgado                   | |
| 1974           | Albana Larrinaga de Olave              | Directora interina |
| 1975-1977      | Adolfo Silva Delgado                   | |
| 1977-1985      | Arturo Sergio Visca                    | |
| 1985-1989      | Enrique Fierro                         | |
| 1989-1990      | Luis Alberto Musso Ambrosi             | |
| 1990-1993      | Rafael Gomensoro                       | |
| 1993-1995      | Eduardo Muguerza                       | |
| 1995-2000      | Luis Alberto Musso Ambrosi             | |
| 2000-2005      | Raúl Vallarino                         | |
| 2005-2010      | Tomás de Mattos                        | |
| 2010-2015      | Carlos Liscano                         | |
| 2015-2019      | Esther Pailos Vázquez                  | |
| 2020 -2024     | Valentín Trujillo                      | |
| 2025           | Julia Demasi                           | Directora interina. |
| 2025- presente | Rocío Schiappapietra Gerez             | |

## Depósito legal
El régimen de depósito legal está destinado a hacer llegar a la Biblioteca Nacional y a la Biblioteca del Poder Legislativo todos los impresos que aparecen editados en el Uruguay. Algunas de las disposiciones no fueron cumplidas estrictamente en el pasado, y, como consecuencia, no ha llegado a la Biblioteca Nacional todo lo editado. Una parte de ese material ha sido incorporado posteriormente. Desde 1971, rige la Ley N. o 13.835 (artículos 191 a 193), reglamentada por el Decreto N. o 694/971, que sujeta a «propietarios o arrendatarios de talleres gráficos particulares, mimeográficos y similares, así como las imprentas del Estado», a Depósito Legal.
La biblioteca tiene a su cargo la Agencia del ISBN de Uruguay.